# Cerro Bilanero

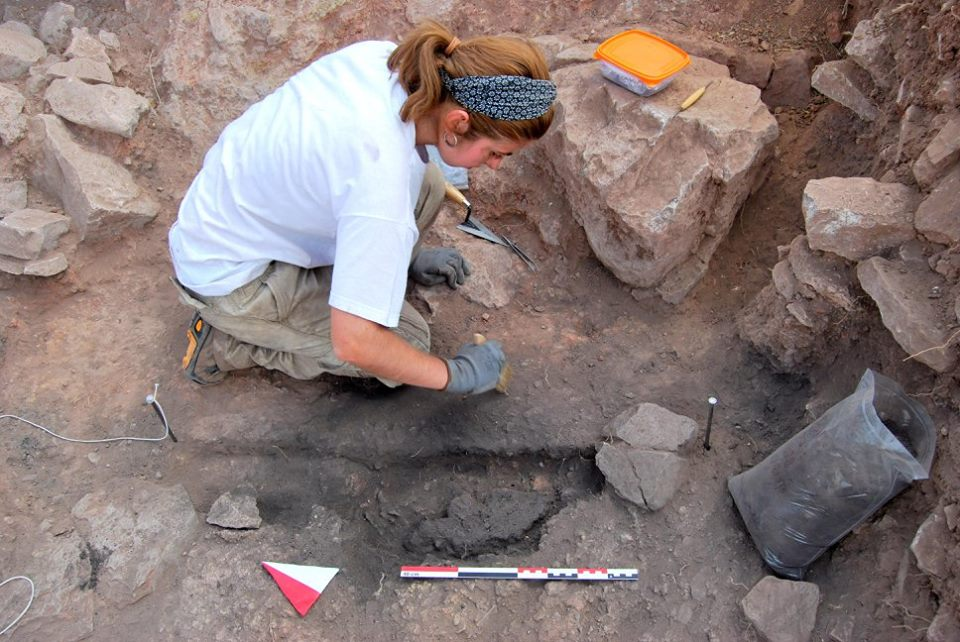
Imagen de la primera campaña de excavación del Cerro Bilanero en Alhambra (Ciudad Real, España).

El Cerro Bilanero es un yacimiento enmarcado en el arco cronocultural conocido como Bronce Manchego o Bronce de La Mancha. Este yacimiento se encuentra situado en la comarca del Campo de Montiel en la localidad de Alhambra (Ciudad Real). Este yacimiento se emplaza en un pequeño cerro, del que adquiere el nombre, rodeado de otros pequeños promontorios adyacentes y grandes valles formados por depósitos fluviales. 

## Descripción
El lugar propiamente dicho, posee varias terrazas bastante definidas, con restos de estructuras a lo largo de gran parte del yacimiento. El yacimiento arqueológico, sensu stricto, se encontraría delimitado en las terrazas superiores. El grueso de los materiales en superficie se puede localizar en las laderas del yacimiento, los cuales, por su tipología, parecen corresponder a cronologías de Bronce Medio sin descartar una posible ocupación previa. Estas premisas nacen de las primeras valoraciones en superficie y la catalogación somera a simple vista de los diferentes materiales. Entre dichos materiales podemos encontrar restos cerámicos con decoración (digitaciones y ungulaciones normalmente) y formas carenadas, industria lítica como molinos barquiformes y lascas sin embargo no se atestiguó ningún elemento óseo o malacológico.
La primera campaña de excavación llevada a cabo en 2015 ha puesto de relieve la importancia de este yacimiento durante la Edad del Bronce de La Mancha en el Campo de Montiel. Estas excavaciones se basaron en tres sondeos donde se pudo documentar estructuras de gran tamaño y un gran abanico de tipologías y tipos de materiales arqueológicos. Entre las estructuras destaca un gran edificio o torre de unos 30 metros cuadrados y la existencia de un horno. En los materiales más abundantes destaca la industria lítica y la cerámica, existiendo no obstante, otros materiales en metal y hueso.
Desde las cotas más altas del yacimiento puede divisarse gran parte del territorio circundante, desde donde hay intervisibilidad con varios yacimientos coetáneos que se encuentran en las inmediaciones. Esto lo convierte en un lugar idóneo para una ocupación prehistórica.
Los diversos estudios de visibilidad, paisaje y territorio como la propia excavación arqueológica ayudarán a entender el papel del Cerro Bilanero durante la Edad de Bronce de la Mancha, al cual pertenecen otros yacimientos como la Motilla del Azuer en Daimiel, el Cerro de la Encantada en Granátula de Calatrava o el Castillejo del Bonete en Terrinches.